# METTL26
METTL26 (англ. Methyltransferase like 26) – білок, який кодується однойменним геном, розташованим у людей на короткому плечі 16-ї хромосоми. Довжина поліпептидного ланцюга білка становить 204 амінокислот, а молекулярна маса — 22 578.
| 10         |  | 20         |  | 30         |  | 40         |  | 50         |
| ---------- |  | ---------- |  | ---------- |  | ---------- |  | ---------- |
| MLVAAAAERN |  | KDPILHVLRQ |  | YLDPAQRGVR |  | VLEVASGSGQ |  | HAAHFARAFP |
| LAEWQPSDVD |  | QRCLDSIAAT |  | TQAQGLTNVK |  | APLHLDVTWG |  | WEHWGGILPQ |
| SLDLLLCINM |  | AHVSPLRCTE |  | GLFRAAGHLL |  | KPRALLITYG |  | PYAINGKISP |
| QSNVDFDLML |  | RCRNPEWGLR |  | DTALLEDLGK |  | ASGLLLERMV |  | DMPANNKCLI |
| FRKN       |  |            |  |            |  |            |  |            |

A: Аланін

C: Цистеїн

D: Аспарагінова кислота

E: Глутамінова кислота

F: Фенілаланін

G: Гліцин

H: Гістидин

I: Ізолейцин

K: Лізин

L: Лейцин

M: Метіонін

N: Аспарагін

P: Пролін

Q: Глутамін

R: Аргінін

S: Серин

T: Треонін

V: Валін

W: Триптофан

Кодований геном білок за функцією належить до фосфопротеїнів. 
Задіяний у таких біологічних процесах, як ацетилювання, альтернативний сплайсинг. 